# Мерта, Эндрю
Эндрю Джон-Мерта (англ. Andrew John-Murtha; 19 октября 1965 года, в г. Парраматте, Новый Южный Уэльс) — австралийский конькобежец, шорт-трекист; Чемпион мира 1991 года и бронзовый призёр Олимпийских игр 1994 года. Участвовал на Олимпийских играх 1992 года.

## Биография
Эндрю учился кататься на коньках вместе с  Кираном Хансеном в конькобежном клубе в рабочем пригороде Блэктауна. Мать Хансена Хелен говорила -"Эти мальчики-настоящие западные пригороды-дети с односторонним мышлением". Вместе с Хансеном они тренировались на Олимпийском катке Кентербери, западном пригороде Сиднея. Мерта поддерживал себя, подрабатывая в ассоциации местного самоуправления города Кентербери. 

## 1991-1993 года
В 1991 году у себя дома на чемпионате мира в Сиднее Эндрю вместе с партнёрами выиграл золотую медаль в эстафете, первую для Австралии в зимнем виде спорта. В 1992 году на Олимпийских играх в Альбервилле Австралия была фаворитом, после чемпионского звания 1991 года, но в полуфинале произошло падение Ричарда Низельски и команда не вышла в финал, заняв лишь 7-е место. А на дистанции 1000 метров Мерта занял 19 место. В 1993 году на очередном чемпионате мира в Пекине Мерта получил бронзу в эстафете.

## 1994 год
На зимних Олимпийских играх в Лиллехаммере Мерта с командой выиграли бронзовую медаль в эстафете, первую для Австралии. В финале бежали команды США, Австралии, Канады и Италии -самой быстрой команды тех игр. Итальянцы во главе с Мирко Вюллермином сделали отрыв до 2 секунд, не уступив до финиша. Вторыми стали американцы, обыгравшие австралию на последних метрах. После игр на чемпионате мира в Гилдфорде вновь в эстафете Эндрю выиграл серебро. После медалей 1991 и 1994 годов город Блэктаун назвал Мерту спортсменом года, а город Кентербери установил мемориальную доску в его честь на пути спортивных чемпионов к заповеднику Макиллопа в 2008 году.

## После спорта
В 1998 году Мерта участвовал на  Олимпийских играх в Нагано в качестве менеджера команды. Он также во время соревновании работал инспектором здравоохранения и строительства Кентерберийского совета. Его ввели в спортивный музей и зал Славы NSW Hall of Champions наряду  Кираном Хансеном и  Джимом Линчем. В 2003 году Спортивный Австралийский зал Славы наградил премией за вклад в спортивную историю страны Team Sport Australia Мерту и всю эстафетную команду. В 2000 годах он работал землемером в Рандвикском совете в Сиднее.

## награды
- 1991, 1994 года - спортсмен года Блэктауна [4]
- 2003 год - награждён премией Team Sport Australia